# Familia Flintstone: Pe pietre
Familia Flintstone: Pe pietre (engleză The Flintstones: On the Rocks) este un film american pentru televiziune animat din 2001, cu personaje din franciza Familia Flintstone. A debutat pe 3 noiembrie 2001 pe Cartoon Network și a fost regizat de Chris Savino și David Smith. A fost dedicat lui Hoyt Curtin (dirijorul și compozitorul frecvent al Hanna-Barbera) și William Hanna (co-creatorul serialului original și co-fondatorul Hanna-Barbera). Acest film marchează ultima dată când oricare dintre actorii de dublaj originali (și anume John Stephenson ca Mr. Slate) au apărut într-un proiect din Familia Flintstone.
Este singura producție Flintstones care a fost produsă de Cartoon Network Studios după ce studioul Hanna-Barbera a fost absorbit de Warner Bros. Animation în 2001. În format, filmul a fost destinat să imite primul și al doilea sezon al seriei 1960, care a fost în mod distinct mai matur și vizat publicului mai vechi decât anotimpurile ulterioare și, prin urmare, a ales să se concentreze mai mult pe relațiile dintre distribuția principală a lui Fred, Barney, Wilma și Betty.
De la difuzarea sa inițială, filmul nu a fost lansat pe videoclipurile de acasă, deși există copii bootleg pe diverse site-uri de torrent.

## Premiza
Relația dintre Fred și Wilma este în pericol serios, deoarece Wilma a început să se sature de atitudinea lui Fred, mai ales că Barney și Betty se bucură de o viață fericită în căsătoria lor, până în punctul când o vizită a unui psiholog se termină într-o altercație fizică între Fred și Wilma. De aniversarea lui Fred și Wilma, ceea ce amândoi au uitat, familia Rubble pregătește o călătorie spre Rockapulco încercând să salveze căsătoria familiei Flintstone.

## Distribuție
- Jeff Bergman – Fred Flintstone, Parking Guard, Vendor
- Tress MacNeille – Wilma Flintstone, Woman Scream #2
- Kevin Michael Richardson – Barney Rubble, Hector, Jewel Guard
- Grey DeLisle – Betty Rubble, Mystery Woman
- Jeff Bennett – Xavier, Club Announcer, Pool Waiter
- Frank Welker – Dino, Monkey, Elevator Guy
- Tom Kenny – Bellboy, Mammoth Vendor, Bed Monkey, Bowling Announcer
- Zelda Rubinstein – Dr. Schwartzen Quartz (psiholog)
- Joey Altruda – Stoney Altruda
- John Kassir – Concierge, Bartender, Border Guard, Florist
- John Stephenson – Dl. Slate, Old Man
- Oren Waters – Singer (bariton)
- Maxi Anderson – Singer (soprano)
- Carmen Twillie – Singer (tenor)
- Wil Wheaton – Singer (bas)
- Mark Mangini – Dino (arhivă de sonor)